# Jerrycan

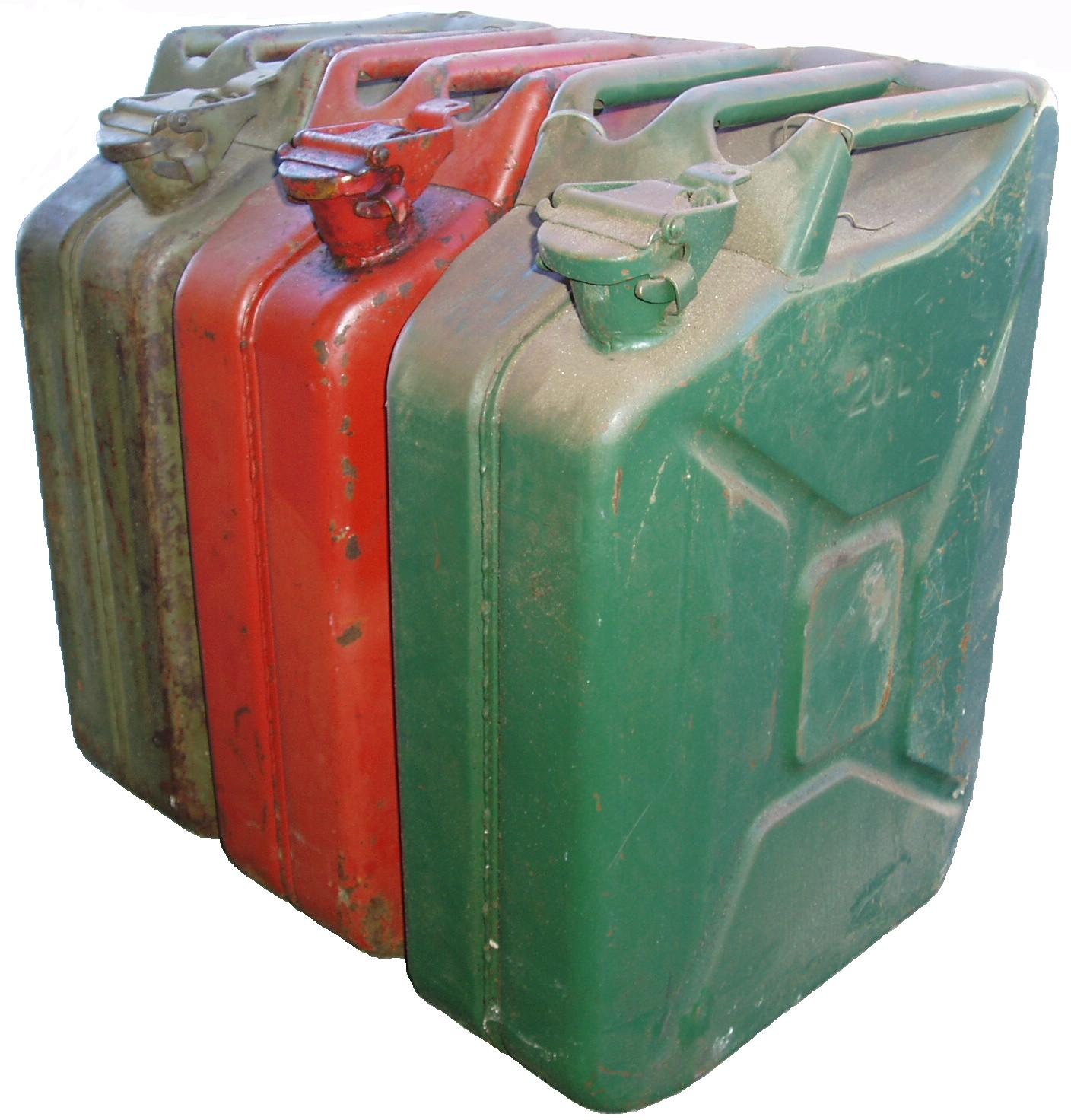
Drie jerrycans van elk 20 liter inhoud

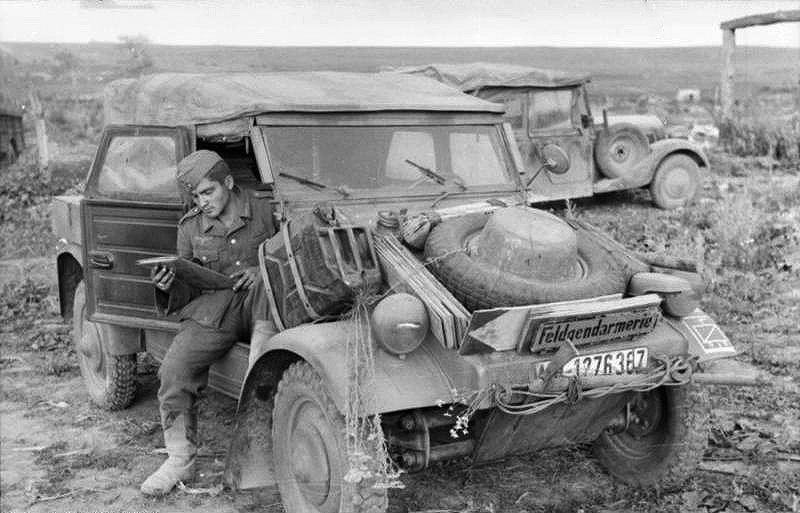
VW Kübelwagen, met op het rechtervoorspatbord een jerrycan, Rusland 1943

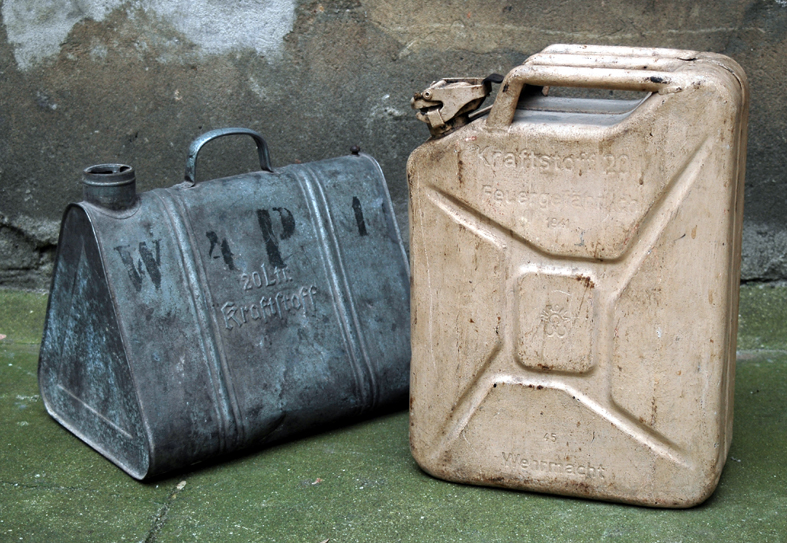
Twee Duitse brandstofvaten: links een oud type, rechts een Wehrmacht-Einheitskanister uit 1941, gefabriceerd door Nirona

Een jerrycan of jerrican is een handzame, draagbare tank voor vloeistoffen van maximaal 20 liter. Oorspronkelijk was hij gemaakt van plaatstaal en bedoeld voor brandstof. Later zijn ook exemplaren van kunststof gemaakt en werden er ook andere vloeistoffen in bewaard. 

## Geschiedenis
De jerrycan is in 1936 ontwikkeld door Vinzenz Grünvogel van de firma Eisenwerke Müller & Co. in Schwelm. Door Ambi-Budd werd in 1937 een verbeterde versie ontwikkeld. De Duitse benaming was Wehrmacht-Einheitskanister. In voorbereiding op de oorlog hadden de Duitsers in 1939 er duizenden van op voorraad.
In het begin van de Tweede Wereldoorlog was het Britse leger uitgerust met blikken van slechte kwaliteit. Deze voorraadtanks leverden het Britse leger tijdens de oorlog vooral in de onherbergzame gebieden in Noord-Afrika veel onheil op. De tanks waren snel lek, hadden een onbetrouwbare sluiting, waardoor veel brandstof verloren ging, en waren brandgevaarlijk.
De Britten ontdekten de Duitse benzinetanks bij de invasie van Noorwegen in 1940. Deze waren steviger en groter dan de Britse. De Britten zijn tanks gaan gebruiken die op de Duitsers waren buitgemaakt. Britse soldaten gebruikten de bijnaam "Gerry" of "Jerry" voor een Duitse soldaat, naar een bewoner van 'Germany' (Duitsland). De buitgemaakte tanks noemden ze daarom "Jerrycan". Later zijn de geallieerden vergelijkbare tanks gaan produceren.

## Ontwerp
De oorspronkelijke jerrycans hadden drie handvatten, zodat één persoon twee lege jerrycans kon dragen door gebruik te maken van de middelste, en twee personen samen één volle jerrycan konden dragen door gebruik te maken van de twee buitenste handvatten. In de zijkanten van de jerrycans was een diagonaal kruis geperst voor betere stijfheid van de zijwanden.
De binnenkant van de tank was voorzien van een laagje kunststof, eerder al toegepast in biertanks, waardoor de tank niet werd aangetast door de vloeistof. Om snel gebruik mogelijk te maken, waren de jerrycans niet voorzien van een schroefdop, maar van een korte schenktuit met een beugelsluiting en een pakking. De schenktuit zat niet in het midden, en boven in de tuit zat een kleine luchtleiding naar de luchtkamer aan de andere kant van de jerrycan, zodat deze tijdens het leeggieten niet vacuüm zou zuigen en het schenken zou onderbreken, het zogenaamde "klokken".